# Maurice Halbwachs
Pour les articles homonymes, voir Halbwachs.
Maurice Halbwachs est un sociologue français de l'école durkheimienne né à Reims le 11 mars 1877 et mort en déportation à Buchenwald le 16 mars 1945.
Il est l'auteur d'une thèse intitulée « La classe ouvrière et les niveaux de vie ». Un de ses livres les plus connus, Les Cadres sociaux de la mémoire, se concentre sur la dimension sociale de la mémoire, avec un accent particulier sur la mémoire collective. Par ce travail, il a contribué à en faire un champ d'étude sociologique distinct.

## Biographie

### Famille et formation
Maurice Halbwachs est le fils de Gustave Halbwachs, professeur d’allemand au lycée de Reims et au lycée Saint-Louis de Paris ; il a une sœur, la professeure de philosophie Jeanne Halbwachs.
Il est élève à l’École normale supérieure (promotion 1898), disciple d'Émile Durkheim (il entre dans l'équipe de L'Année sociologique en 1905, probablement grâce à François Simiand), il est agrégé de philosophie (reçu troisième en 1901), docteur en droit (1909) et en lettres, avec une thèse sur « Quetelet et la statistique morale », et une autre sur « La classe ouvrière et les niveaux de vie » (1913).
Il enseigne à Constantine de décembre 1901 à mai 1902, puis à Montpellier de mai à octobre 1902. De 1902 à 1908, il se met en congé pour reprendre ses études de droit, il est lecteur à l'université de Göttingen, où il séjourne en 1903-1904, et où il écrit un ouvrage sur Leibniz, tout en s'initiant à l'économie politique allemande. En 1909 il voyage à Berlin, où il est correspondant de L'Humanité mais, après un article relatant la répression d'une grève par la police, il est expulsé. Il est professeur au lycée de Reims de 1908 à 1909, et à Tours de 1910 à 1914.
Il épouse en deuxièmes noces Yvonne Basch, fille de Victor Basch, cofondateur avec Ludovic Trarieux et Lucien Herr puis président de la Ligue française pour la défense des droits de l'homme et du citoyen. Ensemble, ils auront deux fils : Pierre et Francis.

### Carrière universitaire

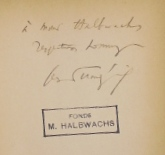
Envoi autographe de Georges Dumézil à Maurice Halbwachs.
Fonds Maurice Halbwachs de la Bibliothèque de sciences humaines et sociales Paris Descartes-CNRS.

Il est professeur de philosophie au lycée Henri-Poincaré de Nancy (1914-1918). Mobilisé, il travaille au ministère de l'Armement avec Albert Thomas de mai 1915 à octobre 1917. Il est nommé maître de conférences de philosophie à la faculté de lettres de Caen puis, en 1919, professeur de sociologie à la faculté de Strasbourg redevenue française, et dont l'Etat veut faire une vitrine de la reconstruction. Il y côtoie les historiens Lucien Febvre et Marc Bloch, mais aussi le psychologue Charles Blondel, avec qui il entretient des rapports intellectuels étroits mais ambivalents, à la fois amicaux et rivaux. Il y participe à une expérience pédagogique originale par un cours commun de statistique avec le mathématicien Maurice Fréchet à l'Institut Commercial d'Enseignement Supérieur nouvellement créé, et rédige avec lui "Le Calcul des probabilités à la portée de tous" .
En 1930, il participe au troisième cours universitaire de Davos, avec de nombreux autres intellectuels français et allemands, et est visiting professor à l'université de Chicago, où il fait la connaissance de Ernest Burgess et Robert E. Park. En 1935, Halbwachs obtient une chaire à la Sorbonne. Il y officie successivement en qualité de suppléant d'histoire de l'économie sociale (1935-1937), professeur de méthodologie et logique des sciences (1937) puis professeur de sociologie (1939).  
Halbwachs voyage beaucoup (notamment en Égypte ou au Moyen-Orient à deux reprises, pour son étude sur les lieux saints) et est nommé président de l’Institut français de sociologie en 1938.
Le 10 mai 1944, il est élu à la chaire de psychologie collective au Collège de France.

### Déportation au camp de Buchenwald
Dès 1938, il participe à l’accueil d’intellectuels juifs fuyant l’Allemagne et l’Autriche et les persécutions nazies. En 1940, il rejoint le réseau de renseignements Thermopyles. Sa belle-famille, son épouse, Yvonne Basch, et donc ses fils sont de confession juive et subissent eux-mêmes les persécutions. Il intervient en leur faveur à plusieurs reprises mais ne peut empêcher l'exécution sommaire de ses beaux-parents, réfugiés en zone libre, par la Milice en 1944. 
En juillet 1944 son fils Pierre est arrêté par la Gestapo en tant que résistant. Le 26 juillet, il subit le même sort, en tant que père d'un « terroriste ». Interné à Fresnes puis déporté par le convoi du 15 août 1944 à Buchenwald, il y meurt de la dysenterie.
Jorge Semprún, déporté avec lui, a raconté ses conversations avec le sociologue mourant.

## Œuvre sociologique

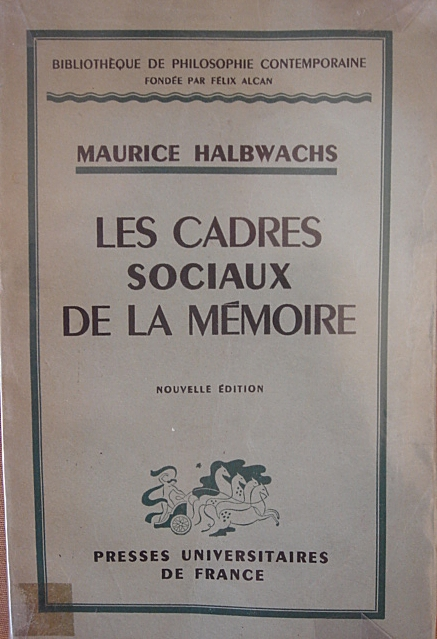
Couverture des Cadres sociaux de la mémoire.

Maurice Halbwachs a été l'auteur de nombreux ouvrages de sociologie. Son œuvre, tout entière dans le sillage d'Émile Durkheim, mais également marquée par l’influence de Henri Bergson dont il a été l’élève, connaît un nouvel intérêt depuis une trentaine d'années ; cela s'est entre autres traduit par la réédition critique des Cadres sociaux de la mémoire par Gérard Namer en 1994. 
À Strasbourg, Maurice Halbwachs publie beaucoup. Il contribue à la diffusion des œuvres d'auteurs allemands, anglais, italiens dont Vilfredo Pareto, Corrado Gini, Karl Mannheim, George Herbert Mead, Werner Sombart, Max Weber, Edvard Westermarck, Ernst Cassirer... Il participe avec le mathématicien Maurice Fréchet à l'invention de mesures statistiques et publie Le Calcul des probabilités à la portée de tous. 
Il se passionne pour la réflexion méthodologique. Il publie de nombreux articles sur des sujets très divers, dont la démographie. Il publie une étude sur Les Origines du sentiment religieux d'après Durkheim, dans laquelle il défend, face aux enseignants des facultés de théologie de Strasbourg, les thèses de Durkheim sur les fondements des religions dans la « vie sociale ».  
En 1925, il publie une analyse de l'importance des Cadres sociaux de la mémoire dans l'organisation des souvenirs individuels, et, en 1928, une enquête sur les rapports entre l'organisation de l'espace urbain et la place des groupes sociaux, intitulée La population et les tracés de voies à Paris, depuis un siècle.  
En outre, il fait paraître les Causes du suicide dans laquelle l'analyse de Durkheim se trouve à la fois approfondie (extension du raisonnement sociologique au cas de suicides liés à des pathologies psychiatriques) et invalidée (rejet des suicides anomique et altruiste), grâce à des prospections statistiques plus raffinées. 
Halbwachs multiplie les observations et les statistiques sur la situation des classes sociales. Une fois élu à la Sorbonne, il reprend ces données dans son cours sur « Les classes sociales » et s'intéresse tout particulièrement aux ouvriers — sujet qu'il avait déjà traité dans sa thèse de doctorat — dans L'Évolution des besoins dans les classes ouvrières (sa thèse complémentaire portait sur la théorie de l'homme moyen d'Adolphe Quetelet). Pour lui, la caractéristique essentielle de cette classe est d'être « obligée de renoncer, dans leur travail du moins, et pendant qu'ils l'exercent, à la vie sociale même et aux liens sociaux... »
À Paris, durant sa « dernière période », il rédige de nombreux textes importants sur le plan théorique, qui serviront d'une part à la publication d'une Esquisse d'une psychologie des classes sociales (1955), ainsi qu'à publication de La Mémoire collective en 1950 aux Presses Universitaires de France (ré-édité et remanié en 1997). Il publie une étude des variations de la « spatialisation » des souvenirs (La Topographie légendaire des Évangiles en Terre Sainte : étude de mémoire collective) en 1941, elle aussi ré-éditée depuis.

## Œuvres

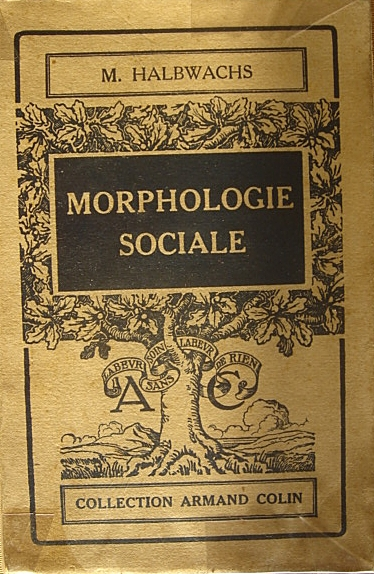
Couverture de la Morphologie sociale.

- Leibniz, éd. Delaplane, 1907 (augmenté d'une introduction en 1928)
- La classe ouvrière et les niveaux de vie : recherches sur la hiérarchie des besoins dans les sociétés industrielles contemporaines (thèse de doctorat), Paris, Félix Alcan, coll. « Bibliothèque de philosophie contemporaine », 1912
- La Théorie de l'homme moyen : essai sur Quételet et la statistique morale, Paris, Félix Alcan, coll. « Bibliothèque de philosophie contemporaine », 1913
- Le Calcul des probabilités à la portée de tous, Paris, Librairie Dunod, 1924
- Les Cadres sociaux de la mémoire, Paris, Albin Michel, coll. «L'Évolution de l'Humanité », 1994 (1925)
- La Population et les tracés de voies à Paris depuis cent ans, PUF, 1928.
- Les Causes du suicide, avant-propos de Marcel Mauss, Presses universitaires de France 2002 (1930)
- La Statistique en Sociologie, 1935
- Morphologie sociale, Armand Colin, 1938, prix Fabien de l'Académie française
- Esquisse d'une psychologie des classes sociales, Paris, Colin, 1938
- L'Espèce humaine du point de vue du nombre, in Encyclopédie française, tome VII, Paris, 1936 (en collaboration avec Alfred Sauvy)
- La Topographie légendaire des Évangiles en Terre Sainte; étude de mémoire collective, Presses universitaires de France, 2008 (1941).
- Les Classes sociales, Presses universitaires de France, 2008 (1937).lire en ligne sur Gallica
- Édition commentée du Contrat Social de Rousseau, Aubier 1943.
- Classes sociales et morphologie, éditions de Minuit, 1970 (recueil de textes et articles de Halbwachs)

- La Mémoire collective, Albin Michel, coll. « L'Évolution de l'Humanité », 1997 (1950).

## Distinctions

### Décorations
- Chevalier de la Légion d'honneur[Quand ?]

### Prix
- Prix scientifique Montyon (1925)
- Prix Fabien (1939)

## Hommages
Plusieurs lieux portent son nom :
- Une salle du Collège de France.
- La bibliothèque du département de sociologie de l'université de Strasbourg.
- Une salle de l'UFR de philosophie de l'université Paris I, à la Sorbonne.
- Une unité mixte de recherche en sciences sociales s'appelle Centre Maurice-Halbwachs.
- Un Amphithéâtre dans l'université Paris Descartes, Centre Henri Piéron.